# Aleksander Mitt
Aleksander Mitt (* 8. Februar 1903 in Tartu; † 18. April 1942 in Kirow, Sowjetunion) war ein estnischer Eisschnellläufer.

## Werdegang
Mitt lief bei den Olympischen Winterspielen 1928 in St. Moritz auf den 22. Platz über 500 m, auf den 21. Rang über 5000 m, sowie auf den 20. Platz über 1500 m. Bei der Mehrkampf-Weltmeisterschaft 1931 in Helsinki errang er den 20. Platz. Im Jahr 1934 nahm er an der Mehrkampf-Weltmeisterschaft in Helsinki teil, die er aber vorzeitig beendete. Bei den Olympischen Winterspielen 1936 in Garmisch-Partenkirchen kam er über 500 m, 1500 m und 5000 m jeweils auf den 22. Platz. Zudem war er 11-mal estnischer Meister im Mehrkampf und im Jahr 1930 estnischer Meister im 5-km-Radrennen. Im Jahr 1929 schrieb er sich an der Polizeiakademie ein und studierte 1931 bis 1941 Rechtswissenschaften an der Universität Tartu. Er arbeitete für die Tartuer Polizei und wurde 1941 von der sowjetischen Geheimpolizei festgenommen. Mitt starb zwei Monate nach seiner Verurteilung in einem Gefangenenlager in der Nähe von Kirow.

## Persönliche Bestleistungen
| Disziplin | Zeit        | Datum | Ort |
| --------- | ----------- | ----- | --- |
| 500 m     | 45,5 s      | 1937  |     |
| 1500 m    | 2:27,2 min  | 1934  |     |
| 5000 m    | 8:54,4 min  | 1934  |     |
| 10.000 m  | 18:15,4 min | 1934  |     |